# Daphne Ashbrook
Daphne Lee Ashbrook (ur. 30 stycznia 1963 w Long Beach) – amerykańska aktorka filmowa i telewizyjna, występowała w roli dr Grace Holloway z filmu telewizyjnego pt. Doctor Who, Dawn Atwood w serialu Życie na fali oraz Jackie Kowalski w serialu W sercu Hollywood.
Jest córką D'Ann i Vernona L. Ashbrook i posiada dwóch braci, Taylora i Dana. 6 września 1988, ze związku z aktorem Lorenzem Lamasem urodziła córkę, Paton Ashbrook (ur. jako Paton Lee Lamas).

## Filmografia
Źródło:

### Seriale
| Rok              | Nazwa serialu                     | Rola                                     | Uwagi                                      |
| ---------------- | --------------------------------- | ---------------------------------------- | ------------------------------------------ |
| 1983             | Hardcastle i McCormick            | Melinda                                  | 2 odcinki                                  |
| 1983; 1988       | Falcon Crest                      | Kathryn Anderson / Leslie Perkins        | 4 odcinki                                  |
| 1984             | Nieustraszony                     | Katherine Granger                        | odc. „A Knight in Shining Armor”           |
| 1984             | Riptide                           | Portland Reed                            | odc. „Where the Girls Are”                 |
| 1984             | Fame                              | Sasha                                    | odc. „Sasha”                               |
| 1985             | Uliczny jastrząb                  | Deborah Shain                            | odc. „Dog Eat Dog”                         |
| 1985             | Drużyna A                         | Patty Sullivan                           | odc. „Road Games”                          |
| 1985             | Simon & Simon                     | Mavis Delaporte                          | odc. „The Mickey Mouse Mob”                |
| 1985             | The Fall Guy                      | Casey                                    | odc. „Reel Trouble”                        |
| 1985–1986        | Our Family Honor                  | Liz McKay                                | 13 odcinków                                |
| 1986             | Fortune Dane                      | sekretarka                               |                                            |
| 1989             | Hooperman                         | Alex                                     | 3 odcinki                                  |
| 1990; 1994; 1995 | Napisała: Morderstwo              | różne role                               | 3 odcinki                                  |
| 1993             | Star Trek: Stacja kosmiczna       | Melora Pazlar                            | odc. „Melora”                              |
| 1994             | Sisters                           | Maggie Falconer                          | 2 odcinki                                  |
| 1994             | One West Waikiki                  | Sue Dineheart                            | odc. „Along Came a Spider”                 |
| 1994             | Diagnoza morderstwo               | Georgia                                  | odc. „Georgia on My Mind”                  |
| 1995             | Sweet Justice                     | Nicole                                   | odc. „Fire”                                |
| 1995             | Charlie Grace                     | Linda Lane                               | odc. „Take Me to the Pilot”                |
| 1996             | Strefa zagrożenia                 | Dr. Rachel Roberson                      | odc. „Touch of the Dead”                   |
| 1997             | Beyond Belief: Fact or Fiction    | różne role                               | 2 odcinki                                  |
| 1997             | W słońcu Kalifornii               | Julie Graham                             | 4 odcinki                                  |
| 1998             | Sleepwalkers                      |                                          | odc. „Eye of the Beholder”                 |
| 1995; 1997–1998  | JAG – Wojskowe Biuro Śledcze      | Annie Pendry                             | 5 odcinków                                 |
| 1999             | Portret zabójcy                   | Laura Stevenson / Nicole 'Nikki' Fleming | odc. „All in the Family”                   |
| 1999             | Cupid                             | Mona Lovesong                            | odc. „Grand Delusions”                     |
| 2001             | The Guardian                      | Samantha Furnari                         | odc. „Feeding Frenzy”                      |
| 2002             | Potyczki Amy                      | Beth                                     | odc. „Women in Cacti with a Curled Up Rat” |
| 2003             | Król koki                         |                                          | odc. „The Odd Couple”                      |
| 2003; 2006       | Życie na fali                     | Dawn Atwood                              | 5 odcinków                                 |
| 2005             | Jordan                            | Pani Carter                              | odc. „Enlightenment”                       |
| 2005             | CSI: Kryminalne zagadki Las Vegas | Menedżer bufetu                          | odc. „Dog Eat Dog”                         |
| 2007             | Dowody zbrodni                    | Kylie Cramer '07                         | odc. „Thick as Thieves”                    |
| 2008             | Zaklinacz dusz                    | Sandy Graber                             | odc. „Big Chills”                          |
| 2008             | Bez śladu                         | Paula Wechsler                           | odc. „True/False”                          |
| 2010             | Prawo i porządek: Los Angeles     | Jodi Morris                              | odc. „Playa Vista”                         |
| 2011             | Agenci NCIS                       | Donna Peyton                             | odc. „Out of the Frying Pan”               |
| 2012             | W sercu Hollywood                 | Jackie Kowalski                          | 61 odcinków                                |

### Filmy
| Rok  | Nazwa filmu                                 | Rola                     | Uwagi                |
| ---- | ------------------------------------------- | ------------------------ | -------------------- |
| 1984 | Gimme an 'F'                                | Phoebe Willis            |                      |
| 1985 | Brothers-in-Law                             | Barbara Jean             | film telewizyjny     |
| 1986 | Quiet Cool                                  | Katy Greer               |                      |
| 1986 | That Secret Sunday                          | Collie Sherwood          | film telewizyjny     |
| 1987 | Carly's Web                                 | Carly Fox                | film telewizyjny     |
| 1987 | Perry Mason: The Case of the Murdered Madam | Miranda Bonner           | film telewizyjny     |
| 1988 | Longarm                                     | Pearl                    | film telewizyjny     |
| 1988 | 14 Going on 30                              | Peggy Noble              | film telewizyjny     |
| 1990 | Rock Hudson                                 | Phyllis Gates            | film telewizyjny     |
| 1990 | Sisters                                     | Mackenzie Morrison Wyles | film telewizyjny     |
| 1991 | Daughters of Privilege                      | Mary Hope                | film telewizyjny     |
| 1992 | Intruders                                   | Lesley Hahn              | film telewizyjny     |
| 1992 | Sunset Heat                                 | Julie                    |                      |
| 1993 | Poisoned by Love: The Kern County Murders   | Dyna                     | film telewizyjny     |
| 1994 | Dead Man’s Revenge                          | Carrey Rose              | film telewizyjny     |
| 1995 | Jake Lassiter: Justice on the Bayou         | Susan Corrigan           | film telewizyjny     |
| 1995 | Automatic                                   | Nora Rochester           |                      |
| 1996 | Doctor Who                                  | dr Grace Holloway        | film telewizyjny     |
| 1998 | The Love Letter                             | Debra Zabriskie          | film telewizyjny     |
| 1999 | Dumbarton Bridge                            | Belinda                  |                      |
| 2000 | Delia's Song                                | Sara Malone              |                      |
| 2004 | For No Good Reason                          |                          |                      |
| 2007 | Supreme Courtships                          | Pani Smith               | film telewizyjny     |
| 2009 | The Lodger                                  | Kobieta                  |                      |
| 2015 | Once More, with Feeling                     | Iris                     | film krótkometrażowy |